# Bernadette (namn)

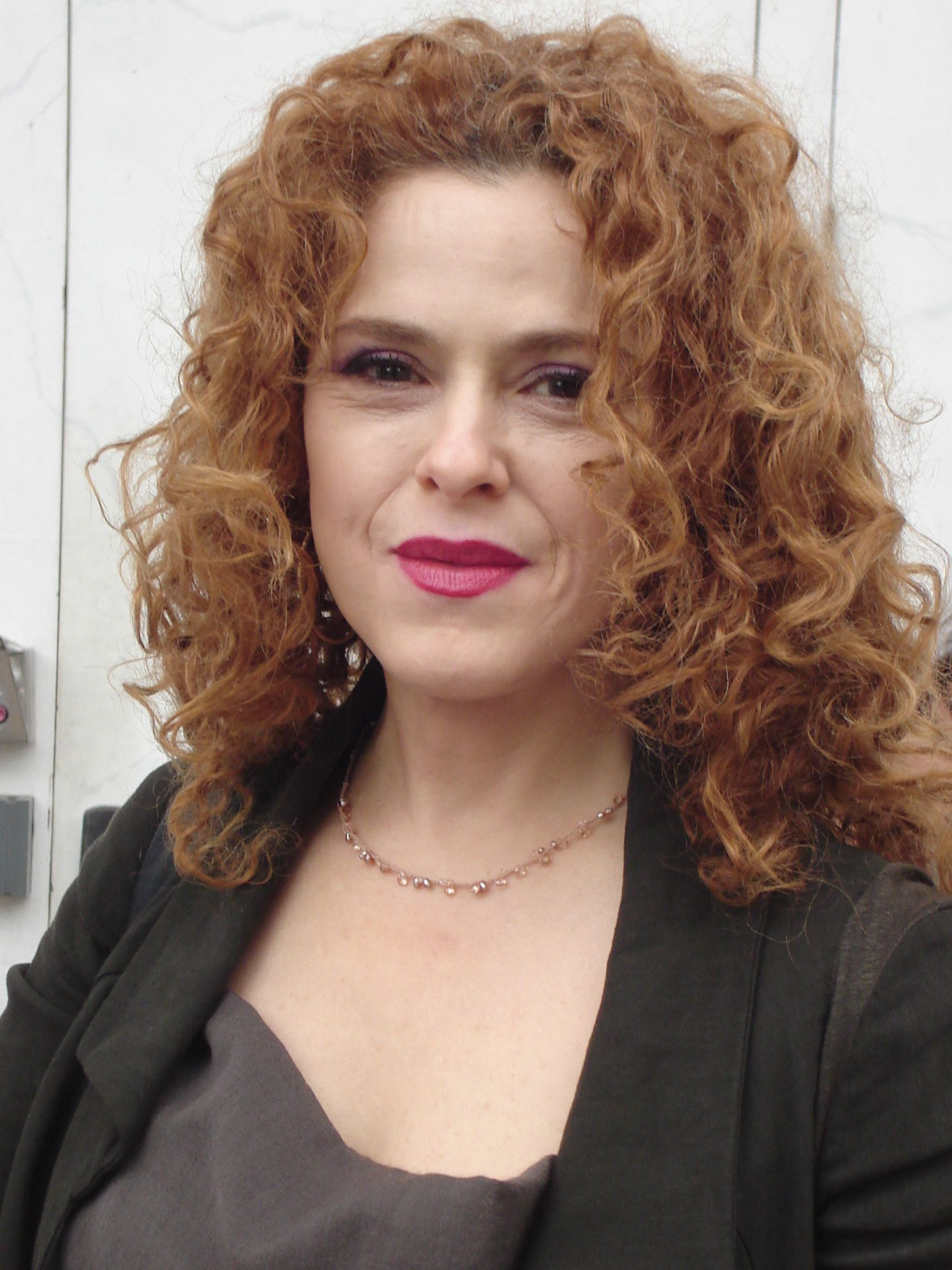
Bernadette Peters

Bernadette är en fransk feminin form av namnet Bernhard som är sammansatt av ord som betyder björn och hård.
Den 31 december 2014 fanns det totalt 289 kvinnor folkbokförda i Sverige med namnet Bernadette, varav 122 bar det som tilltalsnamn.
Namnsdag: saknas

## Personer med namnet Bernadette
- Bernadette Devlin, nordirländsk politiker
- Bernadette Lafont, fransk skådespelare
- Bernadette Peters, amerikansk skådespelare och sångerska
- Bernadette Sanou Dao, burkinsk poet
- Bernadette Schild, österrikisk alpin skidåkare
- Bernadette Soubirous, franskt helgon